# Nikolaus von Amsdorf
3Nikolaus von Amsdorf (Torgau, Saxònia, 1483 - Eisenach, Turíngia, 1565) fou un teòleg alemany.
Després d'haver estudiat a Leipzig i a Wittenberg, fou professor de teologia des del 1511. L'any 1517 es va unir a Luter, el qual va acompanyar a la disputa de Leipzig i a la dieta de Worms.
El 1524 va anar a Magdeburg per dirigir l'oposició protestant contra la clerecia catòlica.
Va participar també amb Luter en la seva disputa amb Erasme de Rotterdam. Es presentà sempre com a luterà extremat. Combaté Melanchthon i s'oposà violentament a l'Interin de Leipzig. Sostingué que les bones obres més aviat són nocives per a la salvació.
El 20 de gener de 1542 va ser nomenat bisbe de Naumburg per l'elector de Saxònia, contra els desigs de l'emperador; però fou destituït pels imperials.
Fou un dels fundadors de la Universitat de Jena i treballà en l'edició de les obres de Luter.